# Catada antipodalis
Catada antipodalis är en fjärilsart som beskrevs av Holland 1900. Catada antipodalis ingår i släktet Catada och familjen nattflyn. Inga underarter finns listade i Catalogue of Life.